# Lepeophtheirus tuberculatus
Lepeophtheirus tuberculatus is een eenoogkreeftjessoort uit de familie van de Caligidae. De wetenschappelijke naam van de soort is voor het eerst geldig gepubliceerd in 1993 door Kim I.H..